# Kmen (taxonomie)
Kmen (latinsky phylum) je základní taxonomická kategorie hierarchické klasifikace organismů, vyšší než třída (classis) a nižší než říše (regnum). Příslušníci určitého kmene jsou vždy charakterizováni znaky odlišnými od příslušníků jiných kmenů. Několik kmenů tvoří říši, zatímco každý kmen se skládá z jedné až několika tříd.

## Použití
Typické je použití této taxonomické jednotky v říši živočichové (přehled viz Systém živočichů). Užívá se i v některých systémech protistních eukaryot (příklad viz Klasifikace eukaryot#Systém dle Thomase Cavaliera-Smithe), i když stále častější jsou systémy bez specifikovaných taxonomických úrovní. Obvykle se nepoužívá u rostlin. Podle ustanovení nomenklatury řas, hub a rostlin je v botanice totiž kategorie kmen definitoricky položena na roveň kategorii oddělení (divisio). U hub jsou používána jak tradiční oddělení, tak u nových systematických přehledů kmeny (přehled viz Klasifikace hub). 
U bakterií a archeí se v duchu Mezinárodního kódu pro nomenklaturu prokaryot rovněž rozlišují kmeny (phylum) nahrazující původní oddělení (přehledy viz Seznam bakteriálních kmenů, resp. Doména Archaea – seznam kmenů).
Kategorie kmene (phylum) je podle názvoslovného kódu ICTV (The International Code of Virus Classification and Nomenclature) od r. 2018 zavedena i pro klasifikaci virů a subvirových entit (viroidů, satelitních nukleových kyselin, viriforem). (Přehled viz Klasifikace virů#Systém ICTV.)

## Jiný bakteriologický a virologický význam („strain“)
U taxonomie bakterií a ostatních prokaryotických organismů, ale také některých protistních eukaryot (např. kvasinky) se český pojem kmen nepoužívá pouze jako kategorie pro vyšší taxonomickou úroveň, ale (ve smyslu angl. strain) též jako kategorie pod úrovní druhu pro označení kultury či subkultury daných mikroorganismů. Různé mikrobiální kmeny jsou např. charakteristické svou virulencí.